# Aeroportul Hikueru
Aeroportul Hikueru (IATA: HHZ, ICAO: NTGH) este un aeroport din îles Tuamotu-Gambier⁠(d), Polinezia Franceză, Franța ce deservește zona Hikueru⁠(d). Aeroportul a fost tranzitat în 2022 de 2.546 de pasageri. A fost deschis în 2010 și numit după zona deservită.
Situat la o altitudine de 5 m, aeroportul dispune de o singură pistă.